# E. Guigal
E. Guigal, est une maison de négoce et d'élevage des vins située à Ampuis, dans le Rhône, fondée par Étienne Guigal en 1946. Elle est aujourd'hui propriétaire du château d'Ampuis, domaine viticole, et des crus prestigieux La Turque, La Mouline et La Landonne, issus de vignes situées sur la Côte-Blonde et la Côte-Brune du terroir de Côte-rôtie, qui sont considérés comme faisant partie des plus grands vins du monde.

## Historique
En 1946, dix hectares du vignoble de la maison J. Vidal-Fleury, fondée à Ampuis en 1781, sont rachetés par Étienne Guigal, le maître de chai de cet établissement. Son fils Marcel le rejoint en 1961. C’est lui qui, au début des années 1980, fait restreindre les activités de Vidal-Fleury à la seule vinification à ses seules vignes de cote-rôtie : côte brune et blonde et côte blonde La Chatillonne. Ces deux cuvées sont vinifiées selon la « méthode Guigal » tout en continuant pendant quelques années à être commercialisées sous la marque Vidal-Fleury.

## Trois lieux-dits prestigieux

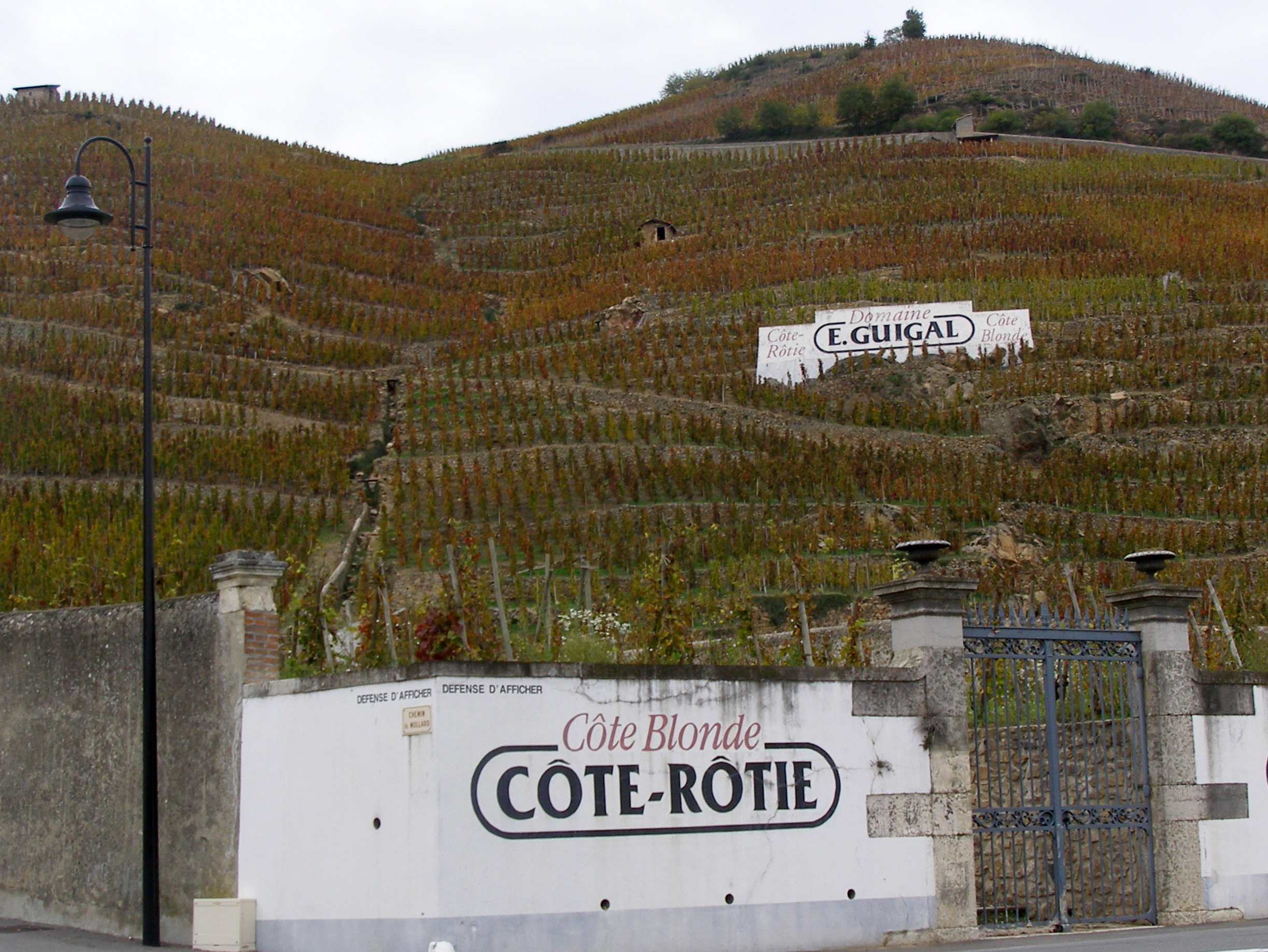
Parcelle de la Côte-Blonde appartenant à E. Guigal.

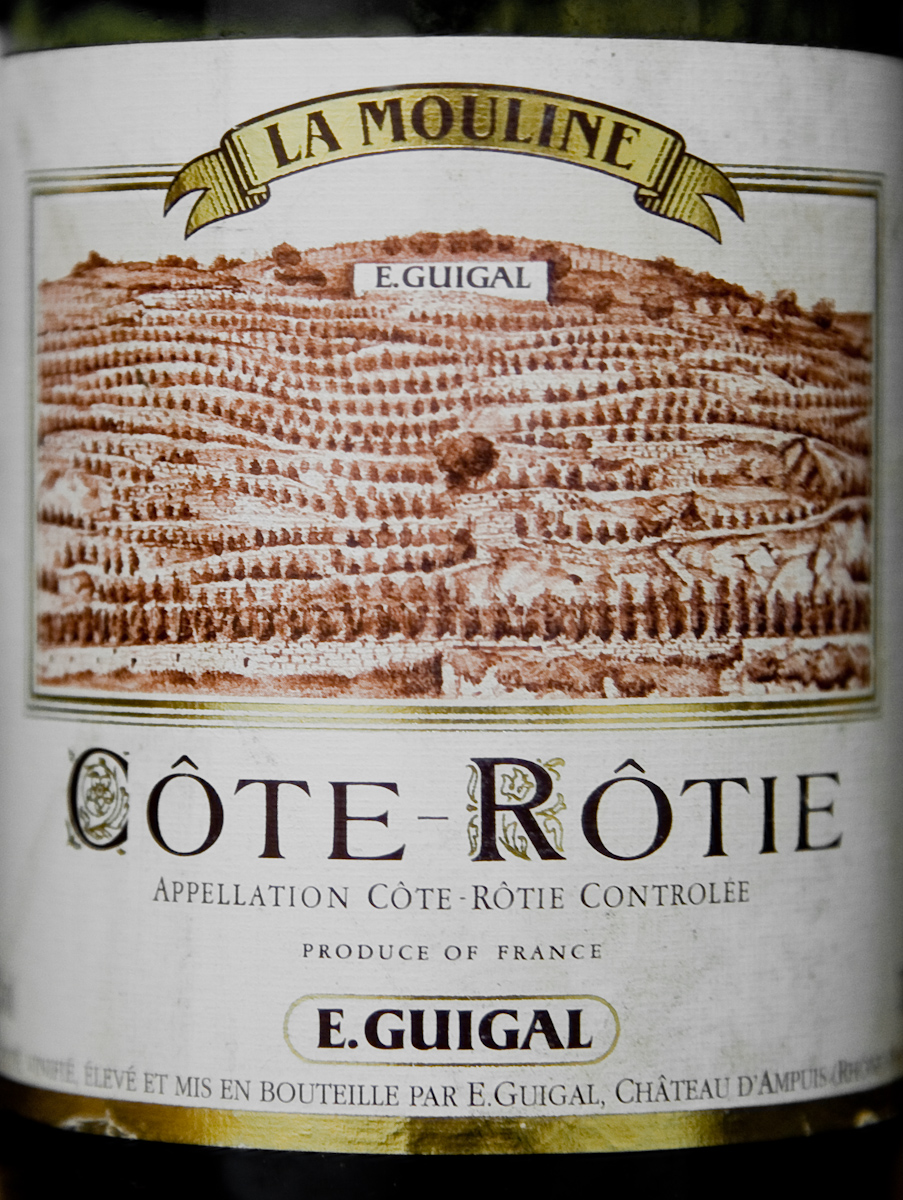
Cuvée La Mouline, un des fleurons d'E. Guigal

Marcel Guigal, successeur d'Étienne, excellent vinificateur, fut rapidement considéré comme le plus grand négociant-éleveur de la vallée du Rhône en particulier pour les vins qu'il élevait en barrique de chêne. Il sut de plus mettre en valeur ces deux grands terroirs viticoles que sont la Côte-Brune et la Côte-Blonde. Le premier donne, en effet, des vins très corsés et d'une longue tenue, le second des vins plus élégants, plus tendres et plus souples. Dans ces deux domaines, sa maîtrise a été telle qu'elle lui a permis d'arrondir la rusticité des tanins de ses côtes-rôties et d'éviter à ses vins le reproche de se fondre dans le « standard international » des vins marqués par le goût du bois neuf.
La cuvée La Mouline, lieu-dit situé sur la Côte-Blonde, a assis sa réputation mondiale. Ces vins qui assemblent syrah et viognier sont finement structurés et dégagent des notes concentrées de mûres. À leur élégance et à leur rondeur, s'ajoutent des arômes intenses de fleurs, de résine et de cannelle.
Second lieu-dit prestigieux, La Landonne fournit des vins qui se distinguent par une robe plus foncée et une structure plus robuste. Leur puissance est telle qu'elle peut surprendre et même paraître excessive en départ de dégustation. L'aération lui permet ensuite d'atteindre sa plénitude où la bouche présente un remarquable équilibre entre la puissance et la fraîcheur.
Situé sur la Côte-Brune, La Turque est un ancien vignoble de Joseph Vidal-Fleury qui a été racheté par Etienne Guigal. Entièrement réencépagé par Marcel, ce lieu-dit fut vinifié en tant que tel pour la cuvée 1985. Il produit des vins qui ont la force et la puissance de La Landonne avec un nez intense et riche où dominent les arômes de cassis, framboise et myrtille qui se marient avec des notes boisées et torréfiées.
Depuis 1998, Philippe Guigal (œnologue de formation) est entré dans la maison Guigal pour épauler son père Marcel.

## Un record
E. Guigal détient le record du vin des Côtes du Rhône le plus cher de l'histoire, avec un côte-rôtie de 2003 à plus de 800 dollars la bouteille.